# Hunyadfalva
Hunyadfalva is een plaats (község) en gemeente in het Hongaarse comitaat Jász-Nagykun-Szolnok. Hunyadfalva telt 230 inwoners (2002).